# Onthophagus quadrinotatus
Onthophagus quadrinotatus là một loài bọ cánh cứng trong họ Bọ hung (Scarabaeidae).